# 瓦尔特·乌尔里赫
瓦尔特·乌尔里赫（捷克語：Walter Ullrich，1912年6月15日—1965年7月5日），捷克男子冰球运动员。他曾代表捷克斯洛伐克国家队参加1936年冬季奥林匹克运动会冰球比赛，获得第四名。